# BDIC – Korporationsverband an deutschen Hochschulen

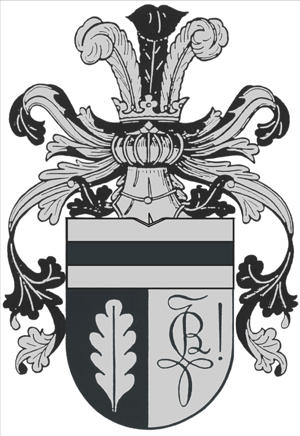
Das Vollwappen des BDIC

Der BDIC – Korporationsverband an deutschen Hochschulen ist ein Korporationsverband deutscher Studentenverbindungen. Als Bund Deutscher Ingenieur-Corporationen (BDIC) wurde er 1951 in Ehrenbreitstein am Rhein als Nachfolgeorganisation mehrerer Verbände an deutschen, staatlichen Ingenieurschulen (Akademien, Polytechniken, Höheren Technischen Lehranstalten usw.) gegründet und hatte in seinen besten Zeiten über 200 Mitgliedsverbindungen, womit er zeitweilig der größte korporationsstudentische Dachverband war.

## Allgemeines
Ihm gehören fakultativ schlagende, freischlagende und nichtschlagende farbentragende Studentenverbindungen an Universitäten und heutigen Hochschulen an. Der Verband hat sich den Wahlspruch Ehrfurcht vor dem Leben (Albert Schweitzer) gegeben. Die Verbindungen des BDIC sind Männerbünde mit Lebensbundprinzip.
Der BDIC gliedert sich in drei Landesverbände, die jeweils von einem Landessenior geleitet werden. Der Vorstand des BDIC besteht aus dem Vorsitzenden (Bundessenior), dem Stellvertreter (stellvertretender Bundessenior), dem Schatzmeister (Bundesschatzmeister), dem Vertreter der Studenten (Seniorenconventsvertreter) und den drei Landessenioren. Die Organe des BDIC sind der schon beschriebene Bundesvorstand, der Delegiertenconvent, in dem jeder Bund basierend auf seiner Mitgliederzahl Stimmrecht hat, und der Seniorenconvent, in dem die aktiven Studenten ihren Vertreter wählen. Der BDIC ist Mitglied des Convents Deutscher Korporationsverbände (CDK) und des Convents Deutscher Akademikerverbände (CDA).

## Geschichte
In den 1950er und 1960er Jahren reaktivierten sich viele Studentenverbindungen, die im Dritten Reich verboten worden waren. Darunter waren im Jahre 1950 auch Korporationen an deutschen Ingenieurschulen, die sich zunächst in vier unabhängigen Dachverbänden organisierten. Am 23. Juni 1951 beschlossen 28 studentische Verbindungen die Zusammenlegung ihrer Dachverbände zu einer großen Dachorganisation, dem Bund Deutscher Ingenieur-Corporationen. Folgende Dachverbände sind dabei unter anderem in dem BDIC aufgegangen, wobei unabhängig davon weitere Bünde aus anderen Dachverbänden hinzukamen:
- Bund Deutscher Burschenschaften
- Ehrenbreitsteiner Vertreter Convent[1]
- Friedrichsruher Waffenring
- Karthäuser Deputierten-Convent Verband Bayern
- Hohensyburgbund Dortmund und Hagen

Durch die Veränderungen an den Hochschulen wurde eine Anpassung des Verbandsnamens notwendig, und der Bund Deutscher Ingenieur-Corporationen wurde 1974 in BDIC – Korporationsverband an deutschen Hochschulen umbenannt.

## Mitgliedsbünde
Von den einst über 200 Studentenverbindungen im BDIC sind heute nur noch wenige verblieben, darunter folgende fünf Bünde mit studentischen Aktivitates:
Die Sortierung der Liste erfolgt alphabetisch nach dem Hochschulort und innerhalb des Ortes nach dem Gründungsdatum, ohne Nennung des Hochschulortes im Namen.
|  |
|  |
|  |
|  |
|  |

|  |
|  |
|  |
|  |
|  |

|  |
|  |
|  |
|  |
|  |

|  |
|  |
|  |
|  |
|  |
|  |

|  |
|  |
|  |
|  |
|  |